# Hubert Gotkowski
Hubert Gotkowski (ur. 16 lipca 1981 w Rzeszowie) – polski niezależny filmowiec, współtwórca rzeszowskiej grupy filmowej DDN. Reżyser, scenarzysta, montażysta.

## Życiorys
Z wykształcenia magister inżynier informatyk. Absolwent Politechniki Rzeszowskiej. W roku 2000 założył wraz ze znajomymi z liceum grupę filmową DDN. Przygodę z filmem rozpoczął od kamery VHS i nagrywania wycieczek klasowych. Początkowo eksperymentował z montażem na dwóch magnetowidach, rewolucją okazał się domowy komputer i próby montażu krótkich etiud filmowych zrealizowanych wraz z dzisiejszą grupą DDN, które lądowały jedynie w domowych zbiorach. Przełomem okazał się film „Stiudent”, który był pierwszym filmem pokazanym szerszej publiczności. Już z pierwszego festiwalu wrócił z nagrodą, do tej pory otrzymał ich kilkanaście. Po sukcesie „Stiudenta”, Hubert został doceniony za autorski film „Przepraszam”, a także wraz z grupą DDN wywarł pewien wpływ na świat filmów amatorskich etiudą „Koperta”. Do tej pory Hubert Gotkowski otrzymał kilkanaście nagród na najważniejszych festiwalach filmów niezależnych i amatorskich.

## Filmografia
Najważniejsze filmy:
- DRAG, 26 min, rok 2003
- Stiudent, 16 min, rok 2005
- Koperta, 2 min, rok 2006
- Przepraszam, 30 min, rok 2006
- Manna, 2006
- Konsumenci, 2009
- Bobry, 2013

## Nagrody i wyróżnienia
Manna
- Wyróżnienie za wiarygodną grę aktorską i dialogi – IV Festiwalu Kina Amatorskiego Stygmaty – Poznań 2006
- Grand Prix – Filmoffo 2007 Festiwal Kina Niezależnego Opole Lubelskie
- I Nagroda – Skoffka 4 Warszawa 2006
- OFFskar 2007 – Najlepszy scenariusz i najlepsza rola męska (Marcin Kabaj)
- Grand Prix – Oskariada 2007 Film amatorski

Przepraszam
- Grand Prix (razem z „STiUDENT” i „Koperta”) – I Festiwal Kina Niezależnego „Off jak gorąco” w Łodzi (2006)
- I Nagroda Główna – 52. Ogólnopolski Konkurs Filmów Amatorskich w Koninie OKFA (2006)
- Nagroda za Najlepszy Film Fabularny – 52. Ogólnopolski Konkurs Filmów Amatorskich w Koninie OKFA (2006)
- Nominacja do Nagrody Roku za Najlepszy Scenariusz – 52. Ogólnopolski Konkurs Filmów Amatorskich w Koninie OKFA (2006)
- Nagroda Główna w kategorii fabuły ponad 30 minutowej – Lato Filmów w Toruniu (2006)
- Wyróżnienie specjalne za 3 nadesłane filmy (Koperta, The Wyścig i Przepraszam) – 39 edycja Międzynarodowego Festiwalu Filmów Amatorskich POL-8 w Polanicy-Zdroju (2006)
- Grand Prix – I Festiwal Filmów Niezależnych o Tematyce Nie Tylko Satyrycznej Satyroffisko Warszawa (2006)

Koperta
- II nagroda w konkursie filmowym TVP pt. „Dolina Kreatywna czyli czego szuka młoda sztuka” (2006)
- Wyróżnienie na siódmej edycji Festiwalu Kina Amatorskiego i Niezależnego we Wrocławiu (2006)
- Wyróżnienie na Festiwalu Opolskie Lamy (2006)
- Wyróżnienie – III Świętokrzyski Przegląd Filmów Amatorskich „Alternatywy”, Kielce (2006)
- Grand Prix (razem z „STiUDENT” i „Przepraszam”) – I Festiwal Kina Niezależnego „Off jak gorąco” w Łodzi (2006)
- Nagroda Główna Jury Młodzieżowego – 52. Ogólnopolski Konkurs Filmów Amatorskich w Koninie OKFA (2006)
- Nagroda specjalna federacji niezależnych twórców filmowych – Międzynarodowy Festiwal Kina Autorskiego „Filmowa Góra”
- 39. Międzynarodowy Festiwal Filmów Amatorskich POL-8
- Grand Prix – 4. Festiwal Filmów Komediowych i Niezależnych Barejada 2006
- Nagroda dla najlepszego filmu Podkarpacia – Happy End 2006

Stiudent
- Nagroda Publiczności – II Ogólnopolski Przegląd Filmów Amatorskich w Krośnie (2005)
- Nagroda Publiczności – Konin 2005 – pokaz filmów amatorskich w klubie „Musztarda” (2005)
- Wyróżnienie 1 stopnia – 51 ogólnopolski festiwal filmów amatorskich w Koninie OKFA (2005)
- III Miejsce – I Tarnobrzeski Festiwal Filmów Niezależnych Bartoszki (2005)
- Nagroda Publiczności – I Żywiecki Festiwal Filmów Amatorskich (2005)
- Wyróżnienie – I Żywiecki Festiwal Filmów Amatorskich (2005)
- II Miejsce – 3. Festiwal Młodego Kina „Skoffka” w Warszawie (2005)
- Nagroda Publiczności – II Festiwal Filmów Niezależnych Kiloff w Mysłowicach (2006)
- Nagroda Główna – III Świętokrzyski Przegląd Filmów Amatorskich „Alternatywy”, Kielce 2006
- Grand Prix (razem z „Koperta” i „Przepraszam”) – I Festiwal Kina Niezależnego „Off jak gorąco” w Łodzi (2006)